# Dhu al-Qarnayn

Dhu al-Qarnayn i islamisk kalligrafi.

Dhu al-Qarnayn (arabiska: ذُو ٱلْقَرْنَيْن, Han med de två hornen) nämns i Koranen (sura al-Kahf (18), ayat 83-101) som en som reser till öst och väst och uppför en mur mellan mänskligheten och Gog och Magog (kallade Ya'juj och Ma'juj i Koranen). På andra ställen berättar Koranen hur världens ände kommer att signaleras genom att Gog och Magog släpps ut från bakom muren, och andra apokalyptiska texter rapporterar att de kommer att förgöras av Gud under en enda natt och att det är inledningen på uppståndelsens dag (yawm al-qiyamah).